# Pachycondyla jerdonii
Pachycondyla jerdonii är en myrart som först beskrevs av Auguste-Henri Forel 1900.  Pachycondyla jerdonii ingår i släktet Pachycondyla och familjen myror.

## Underarter
Arten delas in i följande underarter:
- P. j. glabricollis
- P. j. jerdonii